# Die Farben des Paradieses
Die Farben des Paradieses (persisch رنگ خدا Rang-e khoda) ist ein iranischer Spielfilm aus dem Jahr 1999. Der Film, bei dem Majid Majidi als Regisseur und Drehbuchautor tätig war, stellt einen blinden Jungen und dessen Vater in den Vordergrund, der sich für die Blindheit seines Sohnes schämt. Die Hauptrollen spielten Mohsen Ramezani und Hossein Mahjoub.

## Handlung
Der sehbehinderte Junge Mohammad besucht ein Blindeninternat in Teheran und lernt dort die Blindenschrift. Seine Familie lebt weit weg, am Land, und betreibt dort Landwirtschaft. Mohammads Mutter ist vor fünf Jahren gestorben, sein Vater lebt mit der Großmutter und Mohammads zwei Schwestern zusammen.
Als die vier Monate andauernden Ferien kommen und alle Kinder von ihren Eltern abgeholt werden, ist Mohammads Vater zu spät. Der Vater kommt und will von den Lehrern des Jungen, dass sie ihn ganz in Teheran behalten, da er demnächst wieder heiraten will und er glaubt, der Junge wäre für die neue Ehe eine Belastung. Die Lehrer weisen ihn ab und der Vater nimmt Mohammad mit nach Hause.
Dort trifft der Junge auf seine beiden Schwestern und Großmutter, die sich stets gut um Mohammad kümmert. Mohammad geht gemeinsam mit seinen Schwestern für einen Tag in die Dorfschule und beeindruckt dort mit seinen Fähigkeiten im Lesen der Blindenschrift. Auf dem Feld interpretiert der Junge in die Geräusche der Vögel und die Beschaffenheit der Pflanzen die Schrift hinein und begeistert sich deswegen besonders für die Natur.
Der Vater gibt seinen Sohn aufgrund der immer näher rückenden Heirat in die Lehre eines blinden Zimmermanns, gegen den Willen der Großmutter. Die Großmutter läuft deswegen von zu Hause weg und wird dabei krank. Der Vater holt sie zurück. Die Großmutter stirbt. Die Verlobung wird aufgelöst, weil die Familie der Braut wegen der vielen Todesfälle in seiner Familie und der Blindheit des Sohnes der Meinung ist, der Vater sei verflucht.
Der Vater holt Mohammad vom Zimmermann ab und will ihn mit nach Hause nehmen. Als die beiden eine Brücke überqueren, stürzt diese ein und Mohammad stürzt in den darunterliegenden Fluss. Nach einem Zögern springt der Vater nach, kann seinen Sohn im Wasser nicht finden, gerät selbst in die Strömung und wird bewusstlos. Der Vater wird an den Strand angespült. Er wacht auf und findet den reglosen Körper seines Sohnes. Er nimmt Mohammad in den Arm und weint um ihn. Als der Vater das Geräusch eines Vogels hört, beginnt sich Mohammads Hand zu bewegen.

## Entstehung
Als Inspiration beobachtete Majid Majidi vier blinde Jungen und ihre Reaktionen auf ihre Umwelt, besonders auf die Natur. Der Regisseur besetzte Laiendarsteller; bis auf Hossein Mahjoub, den Darsteller des Vaters.
Der Film sollte ursprünglich unter dem Titel Die Farbe Gottes veröffentlicht werden. Damit der Film nicht als vor allem religiöser Film wahrgenommen würde, änderte man den Titel allerdings.

## Rezeption
Die Farben des Paradieses wurde am 8. Februar 1999 auf dem iranischen Fajr-Filmfestival gezeigt. Dieses Filmfestival hat einen bedeutenden nationalen Wettbewerb, an dem der Film teilnahm. Er war in den Kategorien Bester Hauptdarsteller (Mohsen Ramezani), Bester Nebendarsteller (Hossein Mahjoub) und Bester Ton siegreich und erhielt außerdem den Publikumspreis und von der Jury eine besondere Erwähnung an den Regisseur.
Am 1. September desselben Jahres war der Film auf dem World Film Festival in Montréal zu sehen. Bei dessen Wettbewerb, der zu den bedeutendsten internationalen Wettbewerben auf Filmfestivals zählt, ging er als Sieger hervor und gewann so den Grand Prix of the Americas, den Hauptpreis. In der folgenden Zeit wurde der Film auf vielen weiteren internationalen Filmfestivals gezeigt und erhielt auf einigen Auszeichnungen, so etwa den Spezialpreis der Jury auf dem Gijón International Film Festival.
Ab 2000 kam der Film in die Kinos einiger Länder weltweit. Besonders erfolgreich war er in der Schweiz, wo er über 47.000 mal gesehen wurde. In den Vereinigten Staaten war Die Farben des Paradieses nur in ausgewählten Städten zu sehen. Er hatte eine Besucherzahl von über 330.000 und spielte 1,8 Millionen US-Dollar ein.
Bei der Oscarverleihung 2000 war der Film Irans Einsendung auf eine Nominierung in der Kategorie Bester fremdsprachiger Film, wurde aber weder nominiert noch ausgezeichnet. In den Kategorien Bester internationaler Film und Bester junger Darsteller in einem internationalen Film (Mohsen Ramezani) war der Film für den Young Artist Award nominiert.
Der Großteil der internationalen Kritiker sprach positiv von dem Film. Roger Ebert meinte in Chicago Sun-Times, der Film sei von Zartheit und Schönheit gezeichnet. „Ein Familienfilm, der den oberflächlichen Kommerzialismus eines Produkts wie ‚Pokemon‘ und dessen Wertsystem von Macht und Gier beschämt.“ Im film-dienst schrieb man 2001: „Eine märchenhafte Fabel, die einfühlsam und in Bildern von zunehmend archaischer Wucht und Symbolkraft für die Sinne und die Sinneswahrnehmungen der Menschen sensibilisiert und dies mit elementaren Grundfragen der menschlichen Existenz verbindet.“